# 1781 au Canada
Pour un article plus général, voir Chronologie du Canada.
Cet article traite des événements qui se sont produits durant l'année 1781 au Canada.

## Événements

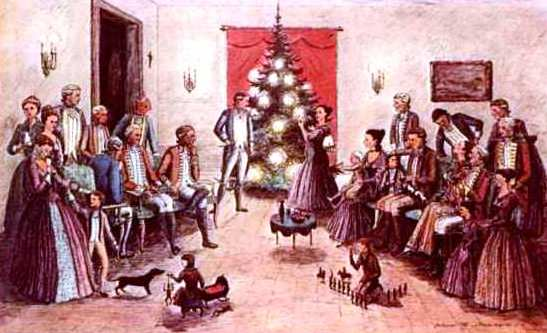
Premier arbre de Noël en Amérique du Nord fait par la baronne Riedesel à Sorel

- Combat du 21 juillet 1781 : deux navires français commandés par Jean-François de La Pérouse mettent en déroute un convoi britannique au large du Cap-Breton.
- Le gouverneur Frederick Haldimand entame des négociations avec les dirigeants de l'état indépendant du Vermont pour les ramener sous le girond de la Grande-Bretagne. Il négocie avec les frères Ethan Allen et Ira Allen. Les négociations échouent avec la défaite Britannique de Yorktown.
- Établissement de Butlersburg à la jonction du Lac Ontario et de la rivière Niagara. Le lieu sera renommé Niagara-on-the-Lake.
- Décembre : La baronne et femme du général Friedrich Adolf Riedesel associée aux Mercenaires allemands au Canada installe le premier Sapin de Noël en Amérique du Nord à Sorel.

## Naissances
- 23 septembre : Charles Bagot, gouverneur du Canada.
- 4 décembre : François-Xavier Malhiot, marchand et politicien.
- Joseph Rolette, homme d'affaires.

## Décès
- 23 avril : James Abercrombie, général britannique.
- 15 juillet : François Picquet, prêtre sulpicien.
- 16 juillet : Pierre-Philippe Potier, missionnaire jésuite près de Détroit.
- 25 novembre : Thomas Pichon, espion français au service des anglais.
- William Amherst, militaire.